# Leki modyfikujące przebieg choroby
Leki modyfikujące przebieg choroby (ang. disease-modifying antirheumatic drugs, DMARD), leki podstawowe – wspólna nazwa dla grupy różnorodnych specyfików, których wspólną cechą jest możliwość zapobiegania zmianom destrukcyjnym w przebiegu chorób o podłożu reumatycznym.
Pierwotnie określenie to było zastrzeżone dla leków stosowanych w terapii reumatycznego zapalenia stawów (RZS), obecnie często terminem obejmuje się również leki podawane w przebiegu choroby Crohna, toczniu rumieniowatym, małopłytkowości samoistnej, miastenii i podobnych. Leki podstawowe nie znajdują natomiast zastosowania w chorobach typu zwyrodnieniowego (na przykład chorobie zwyrodnieniowej stawów), gdyż komponenta zapalna jest w nich słabo wyrażona. Zbliżony znaczeniowo termin leki przeciwreumatyczne ma szersze znaczenie i nie mówi nic o spodziewanym efekcie terapeutycznym.

## Porównanie z pozostałymi grupami leków

### Różnice wobec niesteroidowych leków przeciwzapalnych
W przeciwieństwie do NLPZ leki podstawowe nie tylko łagodzą objawy stanu zapalnego, ale przede wszystkim oddziaływają z procesami leżącymi u ich podłoża. DMARD nie mają silnie wyrażonego działania przeciwbólowego, więc zwykle obie grupy farmaceutyków muszą być stosowane łącznie. Ważnym czynnikiem wymagającym uwzględnienia jest ponadto latencja wystąpienia działania, gdyż wszystkie (z wyjątkiem leków biologicznych) rozpoczynają działanie nie od razu, lecz dopiero po wielu tygodniach lub miesiącach stosowania. Z głębokim wpływem na funkcjonowanie organizmu wiążą się poważniejsze działania niepożądane.

### Różnice wobec kortykosteroidów
Do cech charakterystycznych leczenia kortykosteroidami zaliczamy: zależną od dawki poprawę kliniczną na przestrzeni kilku dni, szybki nawrót dolegliwości po odstawieniu leczenia oraz znaczne działania niepożądane przy długotrwałym stosowaniu (szczególnie przy dawce przekraczającej tzw. próg Cushinga). Są one w stanie ingerować w procesy regulacyjne niektórych genów prozapalnych i w ten sposób hamować syntezę czynników zapalnych, jak również zapobiegać indukcji cyklooksygenazy COX-2.
Powyższe właściwości czynią z kortykosteroidów lekarstwa nadające się do przeprowadzenia chorego przez pierwszą fazę stosowania DMARD, kiedy jeszcze ich efekt terapeutyczny nie jest widoczny (ang. bridging drugs). W dużych dawkach kortykosteroidy są wskazane w ostrych rzutach choroby reumatycznej, a także w przypadku postaci złośliwych (np. przy objęciu procesem chorobowym naczyń krwionośnych).

## Najpopularniejsze substancje

### Niebiologiczne leki modyfikujące przebieg choroby
- metotreksat – lek pierwszego wyboru w RZS; antymetabolit, antagonista kwasu foliowego, hamujący enzymy zależne; właściwości immunosupresyjne i przeciwzapalne. Działa swoiście na komórki proliferujące, hamując syntezę DNA w fazie S cyklu komórkowego.
- leflunomid – pochodna izoksazolowa(inne języki) o właściwościach immunomodulujących i immunosupresyjnych, powodując zmniejszenie się liczby aktywowanych limfocytów T. Efekt antyproliferacyjny i przeciwzapalny. Zalecana w przypadku nietolerancji lub nieskuteczności metotreksatu.
- sulfasalazyna (albo analogi: 5-ASA lub mesalamina) – mechanizm działania nieznany; prawdopodobnie polega na zmniejszeniu liczby aktywowanych limfocytów i zahamowaniu aktywacji limfocytów B. Działanie bakteriobójcze; modyfikuje skład naturalnej flory bakteryjnej jelit. Ze względu na bezpieczeństwo i wygodę stosowania oraz niski koszt często wybierana jako pierwszy lek, szczególnie dla chorych we wczesnym okresie RZS o małej albo umiarkowanej aktywności.
- hydroksychlorochina lub chlorochina – prawdopodobnie hamuje zdolność do transformowania antygenów przez makrofagi i monocyty; działa przeciwzapalnie przez ograniczenie chemotaksji, fagocytozy, produkcji wolnych rodników oraz aktywności enzymów w tym fosfolipazy A2. Stosowana głównie u chorych we wczesnym okresie RZS o małej aktywności lub podczas remisji w celu zapobieżenia nawrotom. Ponadto duże znaczenie w leczeniu chorób pasożytniczych (głównie malarii).
- sole złota (różne preparaty) – mechanizm działania: prawdopodobnie wybiórcze gromadzenie się złota w makrofagach wielu tkanek, w tym błony maziowej, co powoduje zmianę ich funkcji, m.in. zmniejszenie produkcji cytokin i uwalniania enzymów proteolitycznych. Efektywne, prowadzą do długotrwałej remisji, nie trzeba odstawiać przed planowaną ciążą. Ciężkie działania niepożądane w postaci zmian skórnych, nefrotoksyczności oraz uszkodzeń szpiku. w Polsce na chwilę obecną niedostępne.
- cyklosporyna – silny lek immunosupresyjny, wybiórczo hamuje aktywację limfocytów T CD4+ poprze blokowanie produkcji IL-2 oraz innych cytokin w limfocytach pomocniczych typu pierwszego. Skuteczna zarówno w monoterapii RZS, jak i w leczeniu skojarzonym, lecz ze względu na działania niepożądane (nefrotoksyczność, zwiększone ryzyko rozwoju chłoniaków) zarezerwowana głównie dla RZS opornego na inne leki.
- azatiopryna – analog puryn o działaniu immunosupresyjnym i cytotoksycznym. Obecnie rzadko stosowana w reumatologii (gorsze właściwości w porównaniu do metotreksatu), głównie jako lek pozwalający ograniczyć dawkę kortykosteroidów.
- D-penicylamina – niepolecana w leczeniu początkowym, w Polsce praktycznie nie stosowana. Właściwości chelatujące. Zdolna wywołać toczeń polekowy oraz inne poważne działania niepożądane.
- minocyklina – antybiotyk bakteriostatyczny o szerokim spektrum działania z grupy tetracyklin. Obecnie są prowadzone liczne badania nad jego domniemanymi właściwościami neuroprotekcyjnymi i antyapoptotycznymi. W Polsce pozostaje niezarejestrowany.

### Biologiczne leki antycytokinowe
- infliksymab – chimeryczne monoklonalne przeciwciało anty-TNF-α, złożone z ludzkich regionów stałych i mysich regionów zmiennych łańcuchów lekkich kappa i łańcuchów ciężkich IgG. Zmniejsza naciek leukocytarny oraz znosi objawy zapalenia. Szczególnie użyteczne w leczeniu choroby Crohna.
- etanercept – zrekombinowany rozpuszczalny kompleks TNF-Fc, złożony z fragmentów pozakomórkowych dwóch rozpuszczalnych receptorów TNF chomika połączonych z fragmentem ludzkiej IgG. Kompetycyjnie hamuje łączenie TNF z komórkami docelowymi. Obserwowalna poprawa następuje bardzo szybko.
- adalimumab – monoklonalne przeciwciało anty-TNF-α klasy IgG1 o budowie identycznej jak naturalne przeciwciała ludzkie (co warunkuje małą immunogenność). Po podaniu szybki spadek wskaźników stanu zapalnego.
- anakinra – zrekombinowany antagonista receptora IL-1 beta (niedostępny w Polsce)
- tocilizumab – zhumanizowane przeciwciało monoklonalne wobec receptora IL-6 (od 16 stycznia 2009 dopuszczony do obrotu w całej Unii Europejskiej, pod nazwą handlową RoActemra)

Leki biologiczne o odmiennych mechanizmach działania:
- rytuksymab – chimeryczne przeciwciało monoklonalne anty-CD20, wiążące się z antygenem CD20 limfocytów B, powodując ich lizę zależną od dopełniacza. Hamują prezentację antygenu prowadzącą do aktywacji limfocytów T, wytwarzanie przeciwciał przeciwko własnym tkankom i ekspresję cytokin. Są ważny składnikiem terapii chłoniaków nieziarniczych.
- abatacept – białko fuzyjne złożone z ludzkiej cząsteczki CTLA-4 i zmodyfikowanego fragmentu Fc ludzkiej immunoglobuliny IgG1. Hamuje drugi sygnał niezbędny do aktywacji limfocytów T, blokując połączenie cząsteczek CD28 na limfocytach T z cząsteczkami CD80 i CD86 na powierzchni komórki prezentującej antygen.

## Założenia terapii
Dla zastosowania leków konieczną przesłanką jest potwierdzone rozpoznanie oraz udowodniony postęp choroby. Według najnowszych zaleceń ACR-EULAR 2010 włącza się je wówczas jak najszybciej, nie później niż w ciągu 3 miesięcy od pierwotnej diagnozy. Lekiem pierwszego wyboru pozostaje metotreksat (p.o./i.m.) we wstępnej dawce 10–15 mg/tydz., zwiększanej przez 2–4 tygodnie o 5 mg aż do osiągnięcia wysokości 20–30 mg/tydz. Leczeniu powinna towarzyszyć suplementacja kwasem foliowym min. 5 mg/tydz. Istotne jest, aby nie podawać kwasu foliowego w tym samym dniu, w którym podaje się metotreksat. Wybór poszczególnych substancji lub leków złożonych warunkowany jest rozmaitymi czynnikami, takimi jak jej nasilenie i dotychczasowy przebieg; pod uwagę należy wziąć również możliwe przeciwwskazania dotyczące poszczególnych leków oraz reguł monitorowania stężenia.
U chorych bez widocznej poprawy w ciągu 3–6 miesięcy, przy niekorzystnych czynnikach rokowniczych, można zastosować leki biologiczne, w pierwszej kolejności inhibitor TNF. Pomimo niekiedy spektakularnych efektów (przynajmniej w krótkiej perspektywie) wysokie koszty leczenia nie pozwalają na używanie ich jako leków pierwszego rzutu. Także kombinacje różnych leków immunologicznych nie przynoszą dodatkowych korzyści terapeutycznych i są nieekonomiczne. Przy wyjątkowo ciężkim przebiegu choroby lub gdy istnieją przeciwwskazania do terapii biologicznej wskazana jest monoterapia azatiopryną, cyklosporyną A lub cyklofosfamidem.